# Кловерлиф (Мериленд)
Кловерлиф (енгл. Cloverly) насељено је место без административног статуса у америчкој савезној држави Мериленд.

## Демографија
По попису из 2010. године број становника је 15.126, што је 7.291 (93,1%) становника више него 2000. године.
| Група             | 2000.         | 2010.         |
| Белци             | 4.624 (59,0%) | 6.392 (42,3%) |
| Афроамериканци    | 1.499 (19,1%) | 3.848 (25,4%) |
| Азијати           | 1.101 (14,1%) | 2.745 (18,1%) |
| Хиспаноамериканци | 402 (5,1%)    | 1.619 (10,7%) |
| Укупно            | 7.835         | 15.126        |